# Bahnstrecke Châlons-en-Champagne–Reims
| Postenhäuschen bei Sillery und Schlachtfeld, 1918 |                                        |                                                             |                                                             |
| Streckennummer (SNCF): | 81 000                                 |                                                             |                                                             |
| Streckenlänge: | 56,6 km                                |                                                             |                                                             |
| Spurweite: | 1435 mm (Normalspur)                   |                                                             |                                                             |
| Stromsystem: | Châlons – Saint-Hilaire 25 kV, 50 Hz ~ |                                                             |                                                             |
| Maximale Neigung: | 12 ‰                                   |                                                             |                                                             |
| Zweigleisigkeit: | ja                                     |                                                             |                                                             |
| |                                        |                                                             |                                                             |
| \| \| \| Bahnstrecke Paris–Strasbourg von Strasbourg \| \| \| \| 169,7 \| Châlons-en-Champagne \| 83 m \| \| \| \| Dépôt de Châlons \| \| \| \| \| Triage de Châlons Bahnstrecke Paris–Strasbourg n. Paris-Est \| \| \| \| 173,0 \| Marne \| Marne \| \| \| \| Canal latéral à la Marne (Marne-Seitenkanal) \| \| \| \| 179,9 \| La-Veuve \| 112 m \| \| \| \| N 44 \| \| \| \| \| A 4 \| \| \| \| 186,1 \| Saint-Hilaire-au-Temple \| 123 m \| \| \| 186,2 \| Bahnstrecke Saint-Hilaire–Hagondange nach Hagondange \| Bahnstrecke Saint-Hilaire–Hagondange nach Hagondange \| \| \| 186,4 \| LGV Est européenne nach Paris-Est \| LGV Est européenne nach Paris-Est \| \| \| \| Vesle (70 m) \| \| \| \| 190,6 \| Bouy \| 113 m \| \| \| \| Camp de Mourmelon \| \| \| \| 196,1 \| Mourmelon-le-Petit \| 107 m \| \| \| 201,7 \| Sept-Saulx \| 98 m \| \| \| 205,6 \| Val-de-Vesle (früher Wez-Thuizy) \| 95 m \| \| \| 209,2 \| Prunay \| 91 m \| \| \| 212,2 \| Sillery \| 89 m \| \| \| 216,0 \| Reims-St-Léonard \| Reims-St-Léonard \| \| \| 218,4 \| A 34 \| A 34 \| \| \| 222,1 \| Reims-Cérès \| 95 m \| \| \| \| Bahnstrecke Soissons–Givet von/n. Givet \| \| \| \| \| Bahnstrecke Reims–Laon von/n. Laon \| \| \| \| 226,3 \| Reims \| 84 m \| \| \| \| Bahnstrecke Épernay–Reims nach Épernay \| \| \| \| \| Bahnstrecke Soissons–Givet nach Soissons \| \| |                                        |                                                             |                                                             |
| Strecke |                                        | Bahnstrecke Paris–Strasbourg von Strasbourg                 | Bahnstrecke Paris–Strasbourg von Strasbourg                 |
| Bahnhof | 169,7                                  | Châlons-en-Champagne                                        | 83 m                                                        |
| Dienststation / Betriebs- oder Güterbahnhof |                                        | Dépôt de Châlons                                            | Dépôt de Châlons                                            |
| Abzweig geradeaus, nach links und von links |                                        | Triage de Châlons Bahnstrecke Paris–Strasbourg n. Paris-Est | Triage de Châlons Bahnstrecke Paris–Strasbourg n. Paris-Est |
| Brücke über Wasserlauf | 173,0                                  | Marne                                                       | Marne                                                       |
| Brücke über Wasserlauf |                                        | Canal latéral à la Marne (Marne-Seitenkanal)                | Canal latéral à la Marne (Marne-Seitenkanal)                |
| ehemaliger Bahnhof | 179,9                                  | La-Veuve                                                    | 112 m                                                       |
| Strecke mit Straßenbrücke |                                        | N 44                                                        | N 44                                                        |
| Strecke mit Straßenbrücke |                                        | A 4                                                         | A 4                                                         |
| Bahnhof | 186,1                                  | Saint-Hilaire-au-Temple                                     | 123 m                                                       |
| Abzweig geradeaus, nach rechts und ehemals von rechts | 186,2                                  | Bahnstrecke Saint-Hilaire–Hagondange nach Hagondange        | Bahnstrecke Saint-Hilaire–Hagondange nach Hagondange        |
| Kreuzung geradeaus oben und links | 186,4                                  | LGV Est européenne nach Paris-Est                           | LGV Est européenne nach Paris-Est                           |
| Brücke über Wasserlauf |                                        | Vesle (70 m)                                                | Vesle (70 m)                                                |
| Haltepunkt / Haltestelle | 190,6                                  | Bouy                                                        | 113 m                                                       |
| Abzweig geradeaus und nach rechts |                                        | Camp de Mourmelon                                           | Camp de Mourmelon                                           |
| Bahnhof | 196,1                                  | Mourmelon-le-Petit                                          | 107 m                                                       |
| Haltepunkt / Haltestelle | 201,7                                  | Sept-Saulx                                                  | 98 m                                                        |
| Haltepunkt / Haltestelle | 205,6                                  | Val-de-Vesle (früher Wez-Thuizy)                            | 95 m                                                        |
| Haltepunkt / Haltestelle | 209,2                                  | Prunay                                                      | 91 m                                                        |
| Bahnhof | 212,2                                  | Sillery                                                     | 89 m                                                        |
| ehemaliger Bahnhof | 216,0                                  | Reims-St-Léonard                                            | Reims-St-Léonard                                            |
| Strecke mit Straßenbrücke | 218,4                                  | A 34                                                        | A 34                                                        |
| ehemaliger Bahnhof | 222,1                                  | Reims-Cérès                                                 | 95 m                                                        |
| Abzweig geradeaus, nach rechts und von rechts |                                        | Bahnstrecke Soissons–Givet von/n. Givet                     | Bahnstrecke Soissons–Givet von/n. Givet                     |
| Abzweig geradeaus, nach rechts und von rechts |                                        | Bahnstrecke Reims–Laon von/n. Laon                          | Bahnstrecke Reims–Laon von/n. Laon                          |
| Bahnhof | 226,3                                  | Reims                                                       | 84 m                                                        |
| Abzweig geradeaus und nach links |                                        | Bahnstrecke Épernay–Reims nach Épernay                      | Bahnstrecke Épernay–Reims nach Épernay                      |
| Strecke |                                        | Bahnstrecke Soissons–Givet nach Soissons                    | Bahnstrecke Soissons–Givet nach Soissons                    |

Die Bahnstrecke Châlons-en-Champagne–Reims ist eine zweigleisige, 56,6 km lange Eisenbahnstrecke in Grand Est, Frankreich. Die Kilometrierung erfolgte vom Bahnhof Paris-Est aus. Sie verbindet vom Bahnhof in Châlons-en-Champagne die Bahnstrecke Paris–Strasbourg mit der nördlich gelegenen Arrondissement-Hauptstadt Reims.

## Geschichte
Am 3. Juli 1857 wurde die Konzession vom Minister für öffentliche Arbeiten zur Errichtung einer Bahnverbindung zwischen Châlons und dem Militärcamp Châlons erteilt. Dieses Militärlager auf 14.000 ha war ganz neu eingerichtet worden. Wegen der hohen militärischen Bedeutung konnte die 25 km lange Strecke bei Anwesenheit des Kaisers bereits am 14. Oktober des gleichen Jahres in Betrieb genommen werden. Um die vereinbarte Bauzeit einhalten zu können, wurden alle Kunstbauwerke zunächst in Holz ausgeführt. Betreiberin der Strecke war die junge Bahngesellschaft Chemins de fer de l’Est.: S. 204
Die Verlängerung bis Reims wurde am 15. August 1863 eingeweiht. Zwar waren keine größeren Höhenunterschiede zu überwinden, doch gab es zahlreiche Bäche und Straßen, die Durchlässe und Bahnübergänge bedurften. Da wegen weichem Untergrund fast ausschließlich Dämme für die Trasse aufgeschüttet werden mussten, erforderten die Bahnquerungen der Straßen den Bau von Rampen. Insgesamt kostete dieser Streckenabschnitt 2,5 Mio. französische Franken.: S. 205
Die Strecke ist mit automatischer Lichtzeichen-Blocksteuerung (BAL) zur Zugsicherung ausgestattet. 2007 wurde die Strecke zwischen Châlons-en-Champagne und Saint-Hilaire-au-Temple elektrifiziert.